# Joseph Levallois
Pour les articles homonymes, voir Levallois.
Joseph Jean-Baptiste Levallois est un homme politique français né le 14 décembre 1760 à Rochefort (Charente-Maritime) et mort le 12 octobre 1840 à Saint-Jean-d'Angély (Charente-Maritime).

## Biographie
Avocat à Rochefort, Joseph Levallois est administrateur du district en 1790 puis membre du directoire du département en 1791. Il est député de la Charente-Inférieure au Conseil des Cinq-Cents de 1795 à 1799. D'abord opposé au coup d'État du 18 Brumaire, il se rallie au Consulat et devient receveur des finances de l'arrondissement de Saint-Jean-d'Angély en 1800, poste qu'il cède à son fils en 1829.